# Zach Davies
Pour les articles homonymes, voir Davies.
Zachary Ryan Davies (né le 7 février 1993 à Puyallup, Washington, États-Unis) est un lanceur droitier des Diamondbacks de l'Arizona de la Ligue majeure de baseball.

## Carrière
Zach Davies est repêché par les Orioles de Baltimore au 26e tour de sélection en 2011. Il renonce alors à une offre pour jouer au baseball à l'université d'État de l'Arizona et accepte un premier contrat professionnel des Orioles, qui lui versent une prime de 575 000 dollars à la signature,.
Davies joue de 2012 à 2015 dans les ligues mineures avec des clubs affiliés aux Orioles, qu'il représente au match des étoiles du futur le 12 juillet 2015 à Cincinnati. Voué à un bel avenir chez les Orioles, le club de Baltimore, impliqué dans une course pour les séries éliminatoires, s'en servent comme monnaie d'échange avec la date limite du 31 juillet 2015, alors qu'il est transféré aux Brewers de Milwaukee contre le voltigeur Gerardo Parra.
Davies fait ses débuts dans le baseball majeur comme lanceur partant pour Milwaukee le 2 septembre 2015 face aux Pirates de Pittsburgh.